# Barbora Strýcová
Barbora Strýcová (Pilsen, 28 maart 1986) is een professioneel tennisspeelster uit Tsjechië. Zij begon met het spelen van tennis toen zij vier jaar oud was. Haar favoriete ondergrond is hardcourt en gras. Zij speelt rechtshandig en heeft een tweehandige backhand. Tijdens de periode van haar huwelijk (2006–2015) speelde zij onder de naam Barbora Záhlavová-Strýcová.

## Loopbaan
Strýcová won drie juniorentitels op het Australian Open: twee in het enkelspel (2002 en 2003) en een dubbelspeltitel met Petra Cetkovská in 2001. In 2002 behaalde zij samen met Anna-Lena Grönefeld de dubbelspeltitel bij de junioren op Roland Garros en later dat jaar won zij het juniorendubbelspeltoernooi van Wimbledon met Elke Clijsters aan haar zijde.
In 2004 nam zij deel aan de Olympische Spelen in Athene, zowel in het enkelspel als, samen met Libuše Průšová, in het dubbelspel. In beide disciplines kwam zij niet voorbij de eerste ronde. Succesvoller was zij op de Olympische Spelen van 2016 in Rio de Janeiro: naast één gewonnen partij in het enkelspel verkreeg zij een bronzen medaille in het dubbelspel, samen met Lucie Šafářová.
Tot op heden(juli 2023) won zij in het enkelspel twee WTA-titels, op het WTA-toernooi van Québec 2011 en op het WTA-toernooi van Linz 2017. Haar beste resultaat op de grandslamtoernooien is het bereiken van de halve finale, op Wimbledon 2019.
Ook bij de volwassenen bleek haar kracht bij het dubbelspel te liggen. Tot op heden(juli 2023) won zij 32 WTA-toernooien in het dubbelspel, waarvan tien met landgenote Iveta Benešová en tien met de Taiwanese Hsieh Su-wei. Haar beste dubbelspelresultaat op de grandslamtoernooien is het winnen van Wimbledon 2019, samen met de Taiwanese Hsieh Su-wei. Tevens bereikte zij na deze overwinning voor het eerst in haar loopbaan de nummer 1-positie in het dubbelspel. Ruim twee jaar (maart 2021 tot april 2023) was zij niet actief op de WTA-tour – in die periode werd zij moeder. Op Wimbledon 2023 won zij met de zelfde partner haar tweede grandslamtitel.
In het gemengd dubbelspel bereikte Strýcová driemaal de kwartfinale: op Wimbledon 2004 met David Rikl, op het Australian Open 2010 met Oliver Marach en op het US Open 2011 met Philipp Petzschner.

### Tennis in teamverband
Sinds 2002 maakt Strýcová geregeld deel uit van het Tsjechische Fed Cup-team – zij behaalde daar in het dubbelspel een winst/verlies-balans van 11–4, en in het enkelspel 11–7. In 2015, 2016 en 2018 ging zij met de beker naar huis.
In 2004 vertegenwoordigde zij, samen met Jiří Novák, Tsjechië op de Hopman Cup – in de groepsfase werden zij de laatsten in hun groep.

## Posities op deWTA-ranglijst
Positie per einde seizoen:
| jaar | rang enkelspel | rang dubbelspel |
| ---- | -------------- | --------------- |
| 2002 | 222            | –               |
| 2003 | 161            | 339             |
| 2004 | 56             | 179             |
| 2005 | 142            | 43              |
| 2006 | 164            | 54              |
| 2007 | 156            | 80              |
| 2008 | 76             | 66              |
| 2009 | 69             | 35              |
| 2010 | 67             | 20              |
| 2011 | 44             | 22              |
| 2012 | 92             | 20              |
| 2013 | 92             | 44              |
| 2014 | 26             | 32              |
| 2015 | 41             | 28              |
| 2016 | 20             | 17              |
| 2017 | 23             | 15              |
| 2018 | 33             | 5               |
| 2019 | 33             | 1               |
| 2020 | 37             | 2               |
| 2021 | 336            | 26              |

## Palmares
| Legenda                | Legenda                  |
| ---------------------- | ------------------------ |
| Grandslamtoernooi      |                          |
| Olympische Spelen      |                          |
| Year-End Championships |                          |
| tot 2009               | 2009 – 2020 / vanaf 2021 |
| Tier I                 | Premier Mandatory        |
| Tier II                | Premier Five / WTA 1000  |
| Tier III               | Premier / WTA 500        |
| Tier IV & V            | International / WTA 250  |
|                        | Challenger / WTA 125     |

### Overwinningen op een regerend nummer 1
Strýcová heeft tot op heden eenmaal een partij tegen een op dat ogenblik heersend leider van de wereldranglijst gewonnen (peildatum 8 maart 2020):
| nr. | datum      | toernooi   | ronde        | tegenstandster   | score          |         |
| --- | ---------- | ---------- | ------------ | ---------------- | -------------- | ------- |
| 1.  | 2017-10-02 | WTA Peking | eerste ronde | Garbiñe Muguruza | 6-1, 2-0. opg. | details |

### WTA-finaleplaatsen enkelspel
| nr.              | finale     | toernooi       | ondergrond    | tegenstandster       | score         |         |
| ---------------- | ---------- | -------------- | ------------- | -------------------- | ------------- | ------- |
| gewonnen finales |            |                |               |                      |               |         |
| 1.               | 2011-09-18 | WTA Québec     | tapijt (i)    | Marina Erakovic      | 4-6, 6-1, 6-0 | details |
| 2.               | 2017-10-15 | WTA Linz       | hardcourt (i) | Magdaléna Rybáriková | 6-4, 6-1      | details |
| verloren finales |            |                |               |                      |               |         |
| 1.               | 2010-07-18 | WTA Praag      | gravel        | Ágnes Szávay         | 2-6, 6-1, 2-6 | details |
| 2.               | 2012-07-15 | WTA Palermo    | gravel        | Sara Errani          | 1-6, 3-6      | details |
| 3.               | 2014-06-15 | WTA Birmingham | gras          | Ana Ivanović         | 3-6, 2-6      | details |
| 4.               | 2014-10-18 | WTA Luxemburg  | hardcourt (i) | Annika Beck          | 2-6, 1-6      | details |
| 5.               | 2016-02-20 | WTA Dubai      | hardcourt     | Sara Errani          | 0-6, 2-6      | details |
| 6.               | 2016-06-19 | WTA Birmingham | gras          | Madison Keys         | 3-6, 4-6      | details |

### WTA-finaleplaatsen vrouwendubbelspel
| nr.              | finale     | toernooi         | ondergrond    | partner                   | tegenstandsters                               | score            |         |
| ---------------- | ---------- | ---------------- | ------------- | ------------------------- | --------------------------------------------- | ---------------- | ------- |
| gewonnen finales |            |                  |               |                           |                                               |                  |         |
| 1.               | 2005-05-01 | WTA Warschau     | gravel        | Tetjana Perebyjnis        | Klaudia Jans Alicja Rosolska                  | 6-1, 6-4         | details |
| 2.               | 2005-05-08 | WTA Rabat        | gravel        | Émilie Loit               | Lourdes Domínguez Lino Nuria Llagostera Vives | 3-6, 7-6, 7-5    | details |
| 3.               | 2008-08-03 | WTA Stockholm    | hardcourt     | Iveta Benešová            | Petra Cetkovská Lucie Šafářová                | 7-5, 6-4         | details |
| 4.               | 2009-09-20 | WTA Québec       | tapijt (i)    | Vania King                | Sofia Arvidsson Séverine Beltrame             | 6-1, 6-3         | details |
| 5.               | 2009-10-25 | WTA Luxemburg    | hardcourt (i) | Iveta Benešová            | Vladimíra Uhlířová Renata Voráčová            | 1-6, 6-0, [10-7] | details |
| 6.               | 2010-02-14 | WTA Parijs       | hardcourt (i) | Iveta Benešová            | Cara Black Liezel Huber                       | walk-over        | details |
| 7.               | 2010-02-27 | WTA Acapulco     | gravel        | Polona Hercog             | Sara Errani Roberta Vinci                     | 2-6, 6-1, [10-2] | details |
| 8.               | 2010-03-07 | WTA Monterrey    | hardcourt     | Iveta Benešová            | Anna-Lena Grönefeld Vania King                | 3-6, 6-4, [10-8] | details |
| 9.               | 2010-10-02 | WTA Tokio        | hardcourt     | Iveta Benešová            | Shahar Peer Peng Shuai                        | 6-4, 4-6, [10-8] | details |
| 10.              | 2010-10-17 | WTA Linz         | hardcourt (i) | Renata Voráčová           | Květa Peschke Katarina Srebotnik              | 7-5, 7-6         | details |
| 11.              | 2011-01-14 | WTA Sydney       | hardcourt     | Iveta Benešová            | Květa Peschke Katarina Srebotnik              | 4-6, 6-4, [10-7] | details |
| 12.              | 2011-03-06 | WTA Monterrey    | hardcourt     | Iveta Benešová            | Anna-Lena Grönefeld Vania King                | 6-7, 6-2, [10-6] | details |
| 13.              | 2011-04-30 | WTA Barcelona    | gravel        | Iveta Benešová            | Natalie Grandin Vladimíra Uhlířová            | 5-7, 6-4, [11-9] | details |
| 14.              | 2011-06-18 | WTA Rosmalen     | gras          | Klára Zakopalová          | Dominika Cibulková Flavia Pennetta            | 1-6, 6-4, [10-7] | details |
| 15.              | 2011-10-23 | WTA Luxemburg    | hardcourt (i) | Iveta Benešová            | Lucie Hradecká Jekaterina Makarova            | 7-5, 6-3         | details |
| 16.              | 2012-04-29 | WTA Stuttgart    | gravel (i)    | Iveta Benešová            | Julia Görges Anna-Lena Grönefeld              | 6-4, 7-5         | details |
| 17.              | 2012-07-14 | WTA Palermo      | gravel        | Renata Voráčová           | Darija Jurak Katalin Marosi                   | 7-6, 6-4         | details |
| 18.              | 2016-06-19 | WTA Birmingham   | gras          | Karolína Plíšková         | Vania King Alla Koedrjavtseva                 | 6-3, 7-6         | details |
| 19.              | 2016-08-21 | WTA Cincinnati   | hardcourt     | Sania Mirza               | Martina Hingis Coco Vandeweghe                | 7-5, 6-4         | details |
| 20.              | 2016-09-24 | WTA Tokio        | hardcourt     | Sania Mirza               | Liang Chen Yang Zhaoxuan                      | 6-1, 6-1         | details |
| 21.              | 2018-03-17 | WTA Indian Wells | hardcourt     | Hsieh Su-wei              | Jekaterina Makarova Jelena Vesnina            | 6-4, 6-4         | details |
| 22.              | 2018-08-25 | WTA New Haven    | hardcourt     | Andrea Sestini-Hlaváčková | Hsieh Su-wei Laura Siegemund                  | 6-4, 6-7, [10-4] | details |
| 23.              | 2018-10-07 | WTA Peking       | hardcourt     | Andrea Sestini-Hlaváčková | Gabriela Dabrowski Xu Yifan                   | 4-6, 6-4, [10-8] | details |
| 24.              | 2019-02-23 | WTA Dubai        | hardcourt     | Hsieh Su-wei              | Lucie Hradecká Jekaterina Makarova            | 6-4, 6-4         | details |
| 25.              | 2019-05-11 | WTA Madrid       | gravel        | Hsieh Su-wei              | Gabriela Dabrowski Xu Yifan                   | 6-3, 6-1         | details |
| 26.              | 2019-06-23 | WTA Birmingham   | gras          | Hsieh Su-wei              | Anna-Lena Grönefeld Demi Schuurs              | 6-4, 6-7, [10-8] | details |
| 27.              | 2019-07-14 | Wimbledon        | gras          | Hsieh Su-wei              | Gabriela Dabrowski Xu Yifan                   | 6-2, 6-4         | details |
| 28.              | 2020-01-12 | WTA Brisbane     | hardcourt     | Hsieh Su-wei              | Ashleigh Barty Kiki Bertens                   | 3-6, 7-6, [10-8] | details |
| 29.              | 2020-02-22 | WTA Dubai        | hardcourt     | Hsieh Su-wei              | Barbora Krejčíková Zheng Saisai               | 7-5, 3-6, [10-5] | details |
| 30.              | 2020-02-28 | WTA Doha         | hardcourt     | Hsieh Su-wei              | Gabriela Dabrowski Jeļena Ostapenko           | 6-2, 5-7, [10-2] | details |
| 31.              | 2020-09-21 | WTA Rome         | gravel        | Hsieh Su-wei              | Anna-Lena Friedsam Raluca Olaru               | 6-2, 6-2         | details |
|                  |            |                  |               |                           |                                               |                  |         |
| 32.              | 2023-07-16 | Wimbledon        | gras          | Hsieh Su-wei              | Storm Hunter Elise Mertens                    | 7-5, 6-4         | details |
| verloren finales |            |                  |               |                           |                                               |                  |         |
| 1.               | 2005-02-20 | WTA Bogota       | gravel        | Ľubomíra Kurhajcová       | Emmanuelle Gagliardi Tina Pisnik              | 4-6, 3-6         | details |
| 2.               | 2005-05-15 | WTA Praag        | gravel        | Jelena Kostanić           | Émilie Loit Nicole Pratt                      | 7-6, 4-6, 4-6    | details |
| 3.               | 2006-01-07 | WTA Auckland     | hardcourt     | Émilie Loit               | Jelena Lichovtseva Vera Zvonarjova            | 3-6, 4-6         | details |
| 4.               | 2008-01-05 | WTA Auckland     | hardcourt     | Martina Müller            | Marija Koryttseva Lilia Osterloh              | 3-6, 4-6         | details |
| 5.               | 2009-03-08 | WTA Monterrey    | hardcourt     | Iveta Benešová            | Nathalie Dechy Mara Santangelo                | 3-6, 4-6         | details |
| 6.               | 2009-07-19 | WTA Praag        | gravel        | Iveta Benešová            | Aljona Bondarenko Kateryna Bondarenko         | 1-6, 2-6         | details |
| 7.               | 2010-07-10 | WTA Båstad       | gravel        | Renata Voráčová           | Gisela Dulko Flavia Pennetta                  | 6-7, 0-6         | details |
| 8.               | 2010-09-19 | WTA Québec       | tapijt (i)    | Bethanie Mattek-Sands     | Sofia Arvidsson Johanna Larsson               | 1-6, 6-2, [6-10] | details |
| 9.               | 2010-10-24 | WTA Luxemburg    | hardcourt (i) | Iveta Benešová            | Timea Bacsinszky Tathiana Garbin              | 4-6, 4-6         | details |
| 10.              | 2012-10-14 | WTA Linz         | hardcourt (i) | Julia Görges              | Anna-Lena Grönefeld Květa Peschke             | 3-6, 4-6         | details |
| 11.              | 2016-01-09 | WTA Auckland     | hardcourt     | Danka Kovinić             | Elise Mertens An-Sophie Mestach               | 6-2, 3-6, [5-10] | details |
| 12.              | 2016-10-01 | WTA Wuhan        | hardcourt     | Sania Mirza               | Bethanie Mattek-Sands Lucie Šafářová          | 1-6, 4-6         | details |
| 13.              | 2017-01-13 | WTA Sydney       | hardcourt     | Sania Mirza               | Tímea Babos Anastasija Pavljoetsjenkova       | 4-6, 4-6         | details |
| 14.              | 2017-04-02 | WTA Miami        | hardcourt     | Sania Mirza               | Gabriela Dabrowski Xu Yifan                   | 4-6, 3-6         | details |
| 15.              | 2018-05-20 | WTA Rome         | gravel        | Andrea Sestini-Hlaváčková | Ashleigh Barty Demi Schuurs                   | 3-6, 4-6         | details |
| 16.              | 2018-09-22 | WTA Tachikawa    | hardcourt (i) | Andrea Sestini-Hlaváčková | Miyu Kato Makoto Ninomiya                     | 4-6, 4-6         | details |
| 17.              | 2018-09-29 | WTA Wuhan        | hardcourt     | Andrea Sestini-Hlaváčková | Elise Mertens Demi Schuurs                    | 3-6, 3-6         | details |
| 18.              | 2019-11-03 | WTA Finals       | hardcourt (i) | Hsieh Su-wei              | Tímea Babos Kristina Mladenovic               | 1-6, 3-6         | details |
| 19.              | 2020-01-31 | Australian Open  | hardcourt     | Hsieh Su-wei              | Tímea Babos Kristina Mladenovic               | 2-6, 1-6         | details |

## Resultaten grote toernooien
| Legenda | Legenda                          |
| ------- | -------------------------------- |
| g.t.    | geen toernooi gehouden           |
| l.c.    | lagere categorie                 |
| –       | niet deelgenomen                 |
| G       | uitgeschakeld in de groepsfase   |
| 1R      | uitgeschakeld in de eerste ronde |
| 2R      | uitgeschakeld in de tweede ronde |
| 3R      | uitgeschakeld in de derde ronde  |
| 4R      | uitgeschakeld in de vierde ronde |
| KF      | uitgeschakeld in de kwartfinale  |
| HF      | uitgeschakeld in de halve finale |
| F       | de finale verloren               |
| W       | het toernooi gewonnen            |
| w-v     | winst/verlies-balans             |

### Enkelspel
| toernooi            | 2003 | 2004 | 2005 | 2006 | 2007 | 2008 | 2009 | 2010 | 2011 | 2012 | 2013 | 2014 | 2015 | 2016 | 2017 | 2018 | 2019 | 2020 | 2021 | 2022 | 2023 |
| ------------------- | ---- | ---- | ---- | ---- | ---- | ---- | ---- | ---- | ---- | ---- | ---- | ---- | ---- | ---- | ---- | ---- | ---- | ---- | ---- | ---- | ---- |
| grandslamtoernooien |      |      |      |      |      |      |      |      |      |      |      |      |      |      |      |      |      |      |      |      |      |
| Australian Open     | –    | 2R   | 1R   | –    | –    | –    | 1R   | 2R   | 3R   | 2R   | –    | 2R   | 3R   | 4R   | 4R   | 4R   | 1R   | 1R   | 1R   | –    | –    |
| Roland Garros       | –    | 2R   | 1R   | –    | –    | –    | 1R   | 1R   | 1R   | 1R   | 1R   | 1R   | 1R   | 3R   | 2R   | 4R   | 1R   | 2R   | –    | –    | –    |
| Wimbledon           | 1R   | 1R   | 2R   | –    | 1R   | 3R   | 1R   | 3R   | 2R   | 1R   | 2R   | KF   | 1R   | 3R   | 2R   | 3R   | HF   | g.t. | –    | –    | 2R   |
| US Open             | –    | 1R   | 1R   | –    | –    | 1R   | 2R   | 1R   | 1R   | 1R   | –    | 3R   | 3R   | 1R   | 2R   | 3R   | 1R   | –    | –    | –    |      |
| Premier Mandatory   |      |      |      |      |      |      |      |      |      |      |      |      |      |      |      |      |      |      |      |      |      |
| Indian Wells        | –    | 4R   | 1R   | –    | –    | 1R   | 1R   | 2R   | 3R   | 2R   | –    | 2R   | 2R   | 4R   | 3R   | 2R   | 2R   | g.t. |      |      |      |
| Miami               | –    | 2R   | 1R   | –    | –    | –    | 2R   | 1R   | 2R   | 2R   | –    | 3R   | 2R   | 2R   | 4R   | 2R   | 1R   | g.t. |      |      |      |
| Madrid              | l.c. | l.c. | l.c. | l.c. | l.c. | l.c. | –    | –    | 1R   | –    | –    | –    | 3R   | 2R   | 2R   | 1R   | 1R   | g.t. |      |      |      |
| Peking              | l.c. | l.c. | l.c. | l.c. | l.c. | l.c. | –    | 1R   | 1R   | –    | –    | 1R   | 1R   | 2R   | KF   | 1R   | 1R   | g.t. |      |      |      |
| Premier Five        |      |      |      |      |      |      |      |      |      |      |      |      |      |      |      |      |      |      |      |      |      |
| Dubai/Doha          | l.c. | l.c. | l.c. | l.c. | l.c. | –    | –    | –    | –    | 1R   | –    | –    | 2R   | 2R   | 2R   | 2R   | 1R   | 2R   |      |      |      |
| Rome                | –    | –    | –    | –    | –    | –    | –    | –    | 1R   | –    | –    | –    | 1R   | KF   | 2R   | 1R   | 1R   | 2R   |      |      |      |
| Montréal/Toronto    | –    | 1R   | –    | –    | –    | –    | –    | –    | –    | –    | –    | 2R   | 2R   | 2R   | 3R   | 1R   | –    | g.t. |      |      |      |
| Cincinnati          | l.c. | l.c. | l.c. | l.c. | l.c. | l.c. | –    | –    | –    | –    | –    | 2R   | 1R   | 3R   | 1R   | 1R   | 1R   | –    |      |      |      |
| Tokio/Wuhan         | –    | –    | –    | –    | –    | –    | –    | 1R   | 2R   | 1R   | 1R   | 3R   | 3R   | KF   | 2R   | 2R   | 2R   | g.t. |      |      |      |
| olympisch           |      |      |      |      |      |      |      |      |      |      |      |      |      |      |      |      |      |      |      |      |      |
| Olympische Spelen   | g.t. | –    | g.t. | g.t. | g.t. | –    | g.t. | g.t. | g.t. | –    | g.t. | g.t. | g.t. | 2R   | g.t. | g.t. | g.t. | g.t. |      |      |      |
| statistieken        |      |      |      |      |      |      |      |      |      |      |      |      |      |      |      |      |      |      |      |      |      |
| titels per jaar     | 0    | 0    | 0    | 0    | 0    | 0    | 0    | 0    | 1    | 0    | 0    | 0    | 0    | 0    | 1    | 0    | 0    | 0    |      |      |      |
| eindejaarsranking   | 161  | 56   | 142  | 164  | 156  | 76   | 69   | 67   | 44   | 92   | 92   | 26   | 41   | 20   | 23   | 33   | 33   |      |      |      |      |

### Dubbelspel
| toernooi            | 2004 | 2005 | 2006 | 2007 | 2008 | 2009 | 2010 | 2011 | 2012 | 2013 | 2014 | 2015 | 2016 | 2017 | 2018 | 2019 | 2020 | 2021 | 2022 | 2023 |
| ------------------- | ---- | ---- | ---- | ---- | ---- | ---- | ---- | ---- | ---- | ---- | ---- | ---- | ---- | ---- | ---- | ---- | ---- | ---- | ---- | ---- |
| grandslamtoernooien |      |      |      |      |      |      |      |      |      |      |      |      |      |      |      |      |      |      |      |      |
| Australian Open     | –    | –    | 1R   | 1R   | 3R   | 2R   | 2R   | 3R   | 2R   | –    | 2R   | HF   | 3R   | 3R   | KF   | HF   | F    | 2R   | –    | –    |
| Roland Garros       | –    | 2R   | 3R   | 1R   | 1R   | 2R   | 3R   | 1R   | 1R   | 1R   | 2R   | KF   | 2R   | –    | HF   | 3R   | 3R   | –    | –    | –    |
| Wimbledon           | –    | 3R   | 2R   | 2R   | –    | 3R   | 3R   | 3R   | 2R   | KF   | 2R   | 3R   | 3R   | 3R   | 3R   | W    | g.t. | –    | –    | W    |
| US Open             | –    | 1R   | 1R   | 1R   | 1R   | 2R   | 3R   | KF   | 2R   | 2R   | HF   | 3R   | KF   | HF   | 3R   | 3R   | –    | –    | –    |      |
| Premier Mandatory   |      |      |      |      |      |      |      |      |      |      |      |      |      |      |      |      |      |      |      |      |
| Indian Wells        | –    | –    | HF   | 2R   | 1R   | KF   | KF   | 2R   | HF   | –    | KF   | 2R   | 1R   | KF   | W    | KF   | g.t. |      |      |      |
| Miami               | –    | –    | 2R   | –    | 2R   | 1R   | 1R   | 2R   | 1R   | –    | 2R   | 1R   | KF   | F    | 1R   | 2R   | g.t. |      |      |      |
| Madrid              | l.c. | l.c. | l.c. | l.c. | l.c. | 1R   | 1R   | 2R   | 1R   | 1R   | HF   | 1R   | –    | 1R   | HF   | W    | g.t. |      |      |      |
| Peking              | l.c. | l.c. | l.c. | l.c. | l.c. | –    | KF   | 2R   | KF   | 2R   | –    | 1R   | 2R   | KF   | W    | 2R   | g.t. |      |      |      |
| Premier Five        |      |      |      |      |      |      |      |      |      |      |      |      |      |      |      |      |      |      |      |      |
| Dubai/Doha          | l.c. | l.c. | l.c. | l.c. | –    | –    | –    | –    | 2R   | –    | –    | 1R   | 2R   | HF   | 2R   | W    | W    |      |      |      |
| Rome                | –    | –    | –    | –    | –    | –    | –    | 2R   | –    | –    | –    | 1R   | 1R   | 1R   | F    | 2R   | W    |      |      |      |
| Montréal/Toronto    | 1R   | –    | –    | –    | –    | KF   | KF   | 1R   | 1R   | KF   | KF   | 2R   | 2R   | HF   | 2R   | –    | g.t. |      |      |      |
| Cincinnati          | l.c. | l.c. | l.c. | l.c. | l.c. | –    | –    | 1R   | 1R   | HF   | 2R   | 2R   | W    | HF   | KF   | KF   | –    |      |      |      |
| Tokio/Wuhan         | –    | –    | –    | –    | –    | –    | W    | 1R   | HF   | KF   | 2R   | –    | F    | 1R   | F    | 2R   | g.t. |      |      |      |
| olympisch           |      |      |      |      |      |      |      |      |      |      |      |      |      |      |      |      |      |      |      |      |
| Olympische Spelen   | –    | g.t. | g.t. | g.t. | 1R   | g.t. | g.t. | g.t. | KF   | g.t. | g.t. | g.t. | HF   | g.t. | g.t. | g.t. | g.t. |      |      |      |
| statistieken        |      |      |      |      |      |      |      |      |      |      |      |      |      |      |      |      |      |      |      |      |
| titels per jaar     | 0    | 2    | 0    | 0    | 1    | 2    | 5    | 5    | 2    | 0    | 0    | 0    | 3    | 0    | 3    | 4    | 4    |      |      |      |
| eindejaarsranking   | 179  | 43   | 54   | 80   | 66   | 35   | 20   | 22   | 20   | 44   | 32   | 28   | 17   | 15   | 5    | 1    |      |      |      |      |

### Gemengd dubbelspel
| Australian Open | –  | –  | KF | 2R | –  | 1R | 1R   | 1R | –  | 3-5 |
| Roland Garros   | –  | –  | 2R | 2R | –  | –  | g.t. | –  | –  | 2-2 |
| Wimbledon       | KF | 2R | 1R | 2R | –  | 1R | g.t. | –  | 1R | 4-6 |
| US Open         | –  | –  | –  | KF | 1R | –  | g.t. | –  |    | 2-2 |